# If You Love Somebody Set Them Free
If You Love Somebody Set Them Free – piosenka napisana i nagrana przez Stinga, którą wydano jako pierwszy singiel z jego debiutanckiego solowego albumu The Dream of the Blue Turtles (1985). Był to pierwszy singiel w dyskografii Stinga, na którym zagrał amerykański saksofonista Branford Marsalis, co zapoczątkowało ich kilkuletnią współpracę.
Sting stwierdził w wywiadzie udzielonym dla brytyjskiego czasopisma muzycznego „New Musical Express”, że piosenka była „antidotum” na utwór „Every Breath You Take” z repertuaru zespołu The Police.
W czerwcu 1985 roku Sting wystąpił w brytyjskim programie telewizyjnym Top of the Pops, wyemitowanym na kanale BBC One, gdzie wykonał na żywo piosenkę „If You Love Somebody Set Them Free” (jako „Set Them Free”).

## Teledysk
W 1985 roku do piosenki „If You Love Somebody Set Them Free” został zrealizowany teledysk, który wyreżyserował brytyjski duet Godley & Creme.  Wideoklip został nakręcony w Paryżu na scenie dźwiękowej (ang. soundstage), gdzie każdy z muzyków występował osobno, a materiał filmowy został następnie połączony, poprzez nałożenie kolejnych sekwencji, tworząc ostateczną wersję teledysku.

## Dyskografia i wideografia
Utwór został umieszczony na albumach kompilacyjnych Fields of Gold: The Best of Sting 1984–1994 (1994) oraz The Very Best of Sting & The Police (1997). Wersje koncertowe piosenki znalazły się na wydaniach wideo albumu Bring on the Night (VHS: 1985, DVD: 2005), a także na albumie …All This Time (2001; CD, DVD).

## Listy przebojów
| Kraj   | Lista                          | Pozycja | Źr.    |
| ------ | ------------------------------ | ------- | ------ |
| AU     | Top 100 Singles                | 18      | [ 14 ] |
| AT     | Ö3 Austria Top 40              | 28      | [ 15 ] |
| BE-VLG | Ultratop 50 Singles (Flandria) | 13      | [ 16 ] |
| EU     | European Top 100 Singles       | 25      | [ 17 ] |
| EU     | European Airplay Top 50        | 4       | [ 18 ] |
| FR     | Top 50                         | 23      | [ 19 ] |
| NL     | Single Top 100                 | 38      | [ 20 ] |
| IE     | Top 100 Singles                | 15      | [ 21 ] |
| CA     | „RPM” Top Singles              | 5       | [ 22 ] |
| NZ     | Top 40 Singles                 | 6       | [ 23 ] |
| PL     | LP3                            | 11      | [ 24 ] |
| SE     | Topplistan                     | 19      | [ 25 ] |
| GB     | Official Singles Chart Top 100 | 26      | [ 26 ] |
| US     | Hot 100                        | 3       | [ 27 ] |
| US     | Adult Contemporary             | 39      | [ 28 ] |
| US     | Hot Black Singles              | 17      | [ 29 ] |
| US     | Top Rock Tracks                | 1       | [ 30 ] |

| Kraj | Lista   | Pozycja | Źr.    |
| ---- | ------- | ------- | ------ |
| US   | Hot 100 | 55      | [ 31 ] |

### Remiks
Listy cotygodniowe
| Kraj | Lista            | Pozycja | Źr.    |
| ---- | ---------------- | ------- | ------ |
| US   | Dance Club Songs | 10      | [ 32 ] |

### Wersja z 2019
| Kraj | Lista            | Pozycja | Źr.    |
| ---- | ---------------- | ------- | ------ |
| US   | Dance Club Songs | 1       | [ 33 ] |

| Kraj | Lista            | Pozycja | Źr.    |
| ---- | ---------------- | ------- | ------ |
| US   | Dance Club Songs | 38      | [ 34 ] |